# Znieczulenie powierzchowne
Znieczulenie powierzchowne – znieczulenie wyłączające zakończenia nerwowe w błonach śluzowych jamy ustnej, nosa, tchawicy, pęcherza moczowego lub pochwy. Polega na zastosowaniu leku w sprayu lub żelu na znieczulaną powierzchnię.
Metoda ma zastosowanie przy znieczuleniu cewki moczowej podczas cystoskopii lub śluzówki jamy ustnej na potrzeby leczenia stomatologicznego.
Znieczulenie uzyskuje się przez wchłanianie niektórych środków znieczulających (lidokainy, tetrakainy, kokainy), podanych w roztworze na ich powierzchni (rozpylenie lub zwilżenie).

Przeczytaj ostrzeżenie dotyczące informacji medycznych i pokrewnych zamieszczonych w Wikipedii.